# 福知山郵便局
福知山郵便局（ふくちやまゆうびんきょく）は、京都府福知山市にある郵便局。民営化前の分類では集配普通郵便局であった。

## 概要
住所：〒620-8799 京都府福知山市天田北本町一区112-4

### 分室
分室はなし。過去に存在した分室は以下のとおり。
- 保険分室 - 簡易生命保険および郵便年金のみの取扱。1956年（昭和31年）に廃止。

## 沿革
- 1872年（明治5年）旧7月 - 福智山郵便取扱所として開設[1]。
- 1873年（明治6年） - 福智山郵便役所となる。
- 1875年（明治8年）1月1日 - 福智山郵便局（三等）となる。翌日より為替取扱を開始。
- 1876年（明治9年）5月 - 福知山郵便局に改称。
- 1878年（明治11年） - 貯金取扱を開始。
- 1890年（明治23年）1月1日 - 福知山郵便電信局となる。
- 1903年（明治36年）4月1日 - 通信官署官制の施行に伴い福知山郵便局となる。
- 1947年（昭和22年）4月17日 - 福知山市字中に保険分室を設置[2]。
- 1949年（昭和24年）4月1日 - 石原郵便局[3] から集配業務を移管。
- 1956年（昭和31年）4月1日 - 保険分室を廃止。
- 1957年（昭和32年）8月21日 - 電話通話および和文電報受付事務の取扱を開始。
- 1973年（昭和48年）10月15日 - 福知山市呉服町から同市天田に移転。
- 1992年（平成4年）8月3日 - 外国通貨の両替および旅行小切手の売買に関する業務取扱を開始。
- 1993年（平成5年）2月22日 - 立原郵便局および長田郵便局から集配業務を移管。
- 2007年（平成19年）3月12日 - 雲原郵便局および大江郵便局からそれぞれ「620-02xx」「620-03xx」区域の集配業務を移管[4]。
- 2007年（平成19年）10月1日 - 民営化に伴い、併設された郵便事業福知山支店に一部業務を移管。
- 2012年（平成24年）10月1日 - 日本郵便株式会社の発足に伴い、郵便事業福知山支店を福知山郵便局に統合。
- 2018年（平成30年）3月12日 - 地域区分業務を京都郵便局（京都府城陽市）へ移管。

## 取扱内容
- 郵便、印紙、ゆうパック、内容証明
- 貯金、為替、振替、振込、国際送金、外貨両替、国債、投資信託
- 生命保険、バイク自賠責保険、自動車保険
- ゆうちょ銀行ATM
- ゆうゆう窓口

## 周辺
- 御霊神社
- 福知山市立昭和小学校

## アクセス
- JR山陰本線・福知山線、京都丹後鉄道宮福線 福知山駅から500m（徒歩約7分）
- 西日本JRバス、京都交通バス、丹海バス、福知山市内自主運行バス 西本町停留所下車
- 舞鶴若狭自動車道 福知山ICから西へ約6km
- 駐車場あり：15台